# Chroma (Fluss)
Die Chroma (russisch Хрома) ist ein 685 km langer Zufluss der Ostsibirischen See im Nordosten Russlands.

## Verlauf
Die Chroma entsteht jenseits des Polarkreises in 88 m Höhe an der Nordflanke Polousnyrückens aus den kurzen Quellflüssen Temteken von links und Nemalak-Arangas von rechts. Diese entspringen in etwa 500 m Höhe an dem bis auf gut 900 m ansteigenden Mittelgebirgszuges, der das Jana-Indigirka-Tiefland im Nordosten der Republik Sacha (Jakutien) von Süden begrenzt. Der längere der beiden Quellflüsse ist der Temteken mit 26 km, sodass die Gesamtlänge der Chroma zusammen mit diesem 711 km beträgt.
Auf ihrer gesamten Länge durchfließt die Chroma in nordöstlicher, teils nördlicher Richtung zunächst die Waldtundra- und ab dem Mittellauf die flache und sumpfige Tundralandschaft des nördlichen Jakutien. Dabei mäandriert der Fluss außerordentlich stark. Er mündet schließlich mit einem etwa einen Kilometer breiten Ästuar in den 100 Kilometer langen Chromabusen der Ostsibirischen See. Oberhalb des Mündungstrichters ist die Chroma knapp 200 Meter breit und um drei Meter tief; die Fließgeschwindigkeit beträgt 0,2 m/s.
Ihre bedeutendsten Nebenflüsse sind Tenkeli (Länge 119 km) und der in den Unterlauf mündende Urjung-Ulach (314 km), beide von links. Im Becken der Chroma gibt es mehr als 8000 Seen mit einer Gesamtfläche von 1330 km².

## Hydrologie
Das Einzugsgebiet des Flusses umfasst 19.700 km². Die Chroma friert zwischen Ende September/Anfang Oktober und Ende Mai/erster Junihälfte zu.

## Nutzung und Infrastruktur
Die Chroma ist ab dem Mittellauf schiffbar, wird aber für die Binnenschifffahrt nicht genutzt, da das durchflossene Gebiet praktisch unbesiedelt ist. Die Bevölkerungsdichte des Ulus (Rajons) Allaichowski, den der Fluss fast auf seiner gesamten Länge durchquert, hat eine Bevölkerungsdichte von nur 0,04 Einwohnern pro km²; am Fluss gibt es keine Ortschaften, jegliche Verkehrsinfrastruktur fehlt.
Am linken Nebenfluss Tenkeli, der dem Oberlauf der Chroma zufließt, befand sich ab den 1960er-Jahren die gleichnamige Siedlung städtischen Typs Tenkeli, die im Zusammenhang mit der Erschließung einer Zinnlagerstätte entstanden war. 1989 hatte die Siedlung noch knapp 3000 Einwohner, wurde aber in den 1990er-Jahren nach Schließung des Bergwerks aufgegeben und zur Geisterstadt.